# Huidcel
De huidcellen zijn de verschillende soorten cellen die de verschillende weefsels van de huid vormen. De huid beschermt het lichaam tegen uitdroging, onderkoeling, infecties en andere invloeden van buitenaf.
In de huidcellen wordt onder andere energie uit uv-straling opgenomen. Daarbij raakt vaak het DNA beschadigd, maar meestal worden beschadigde cellen uitgeschakeld. Pigmentcellen maken pigment aan om het DNA van de delende cellen in de onderste laag (de basale laag) tegen uv-schade te beschermen. Echter bij een overschot aan uv-straling kan er kanker ontstaan uit huidcellen. Dat heet dan huidkanker.
Celtypen in de opperhuid (epidermis) zijn:
- keratinocyten
- melanocyten
- langerhanscellen
- merkelcel